# Wixhausen-West
Wixhausen-West ist einer der beiden Statistischen Bezirke des Stadtteils Darmstadt-Wixhausen.

## Sehenswürdigkeiten
- Empfangsgebäude des Bahnhofs Darmstadt-Wixhausen
- Brunnenanlage Trinkbornstraße
- Evangelische Kirche Wixhausen
- Pfarrhofreite
- Wixhäuser Dorfmuseum
- Wohnhaus Erzhäuser Straße 2

## Infrastruktur
- Biogasanlage Darmstadt-Wixhausen

## Bildergalerie

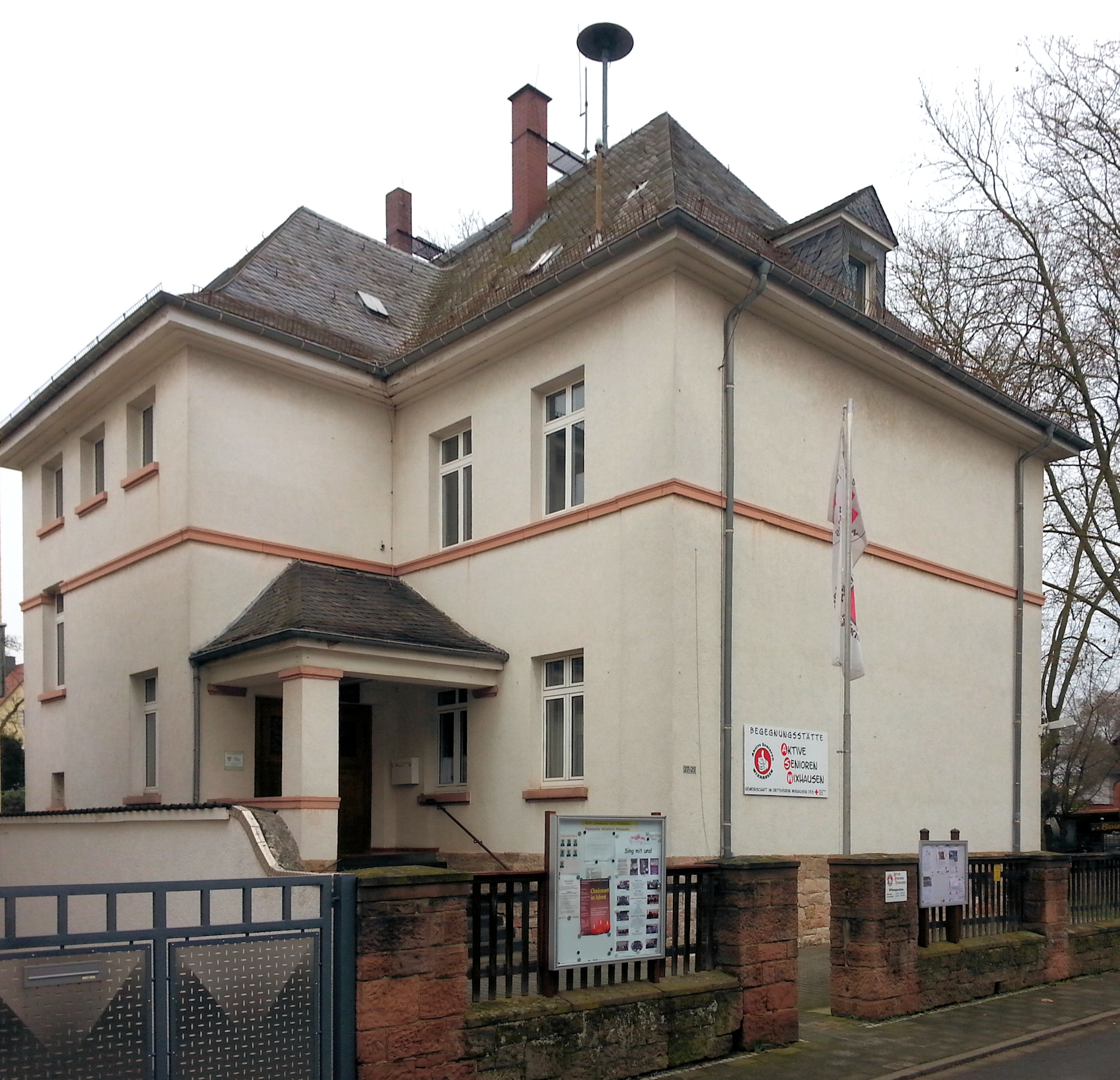
Ehemalige Schule (2016)
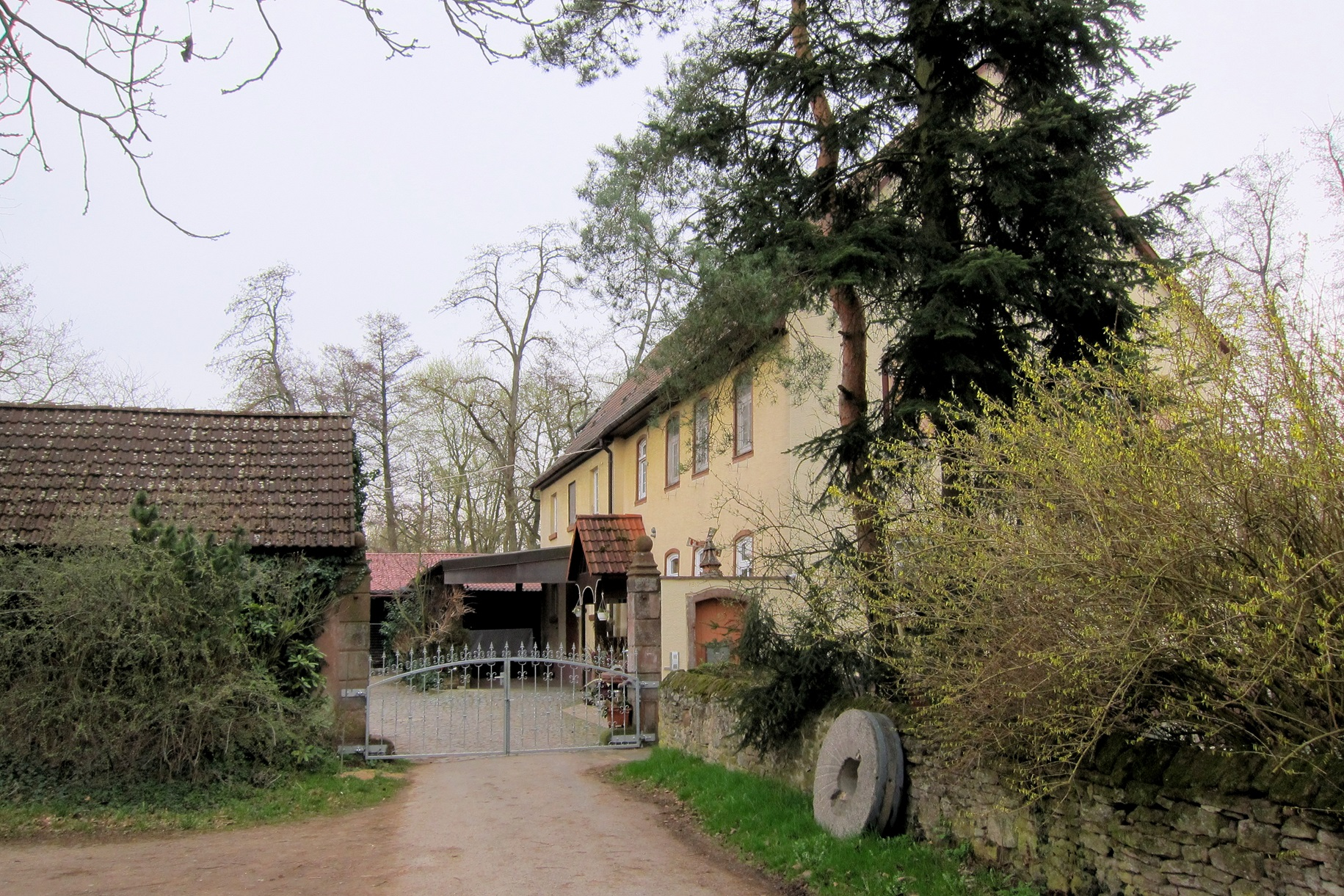
Ottilienmühle (2017)